# Lyase
Lyase omvat een groep van enzymen die
- of uit een molecuul groepen voor de vorming van dubbele bindingen verwijderen
- of groepen over een dubbele binding toevoegen.

De meeste lyasen katalyseren echter de vorming van dubbele bindingen of ringstructuren. Voorbeelden zijn decarboxylase, dehydratase, aldolase enz. Wanneer de tegenovergestelde reactie belangrijker is bestaat de naam voor een deel uit synthase.
Lyasen verschillen van andere enzymen doordat ze voor de reactie in een richting maar één substraat (stof) nodig hebben, maar in de tegengestelde richting twee substraten.
Tot de lyasen behoren onder andere de
- Decarboxylasen
- Aldehydlyasen
- Dehydratasen

Kinasen behoren echter tot de transferasen.
Bij de mens (Homo sapiens) zijn er ± 63 lyasen bekend (werkzaam in het lichaam).

## Classificatie
Lyasen worden in het EC-nummer-classificatiesysteem met het cijfer 4 aangeduid. Een lyase-enzym heeft derhalve het nummer 4.X.X.X. Hiervan bestaan 7 onderklassen. De tweede X geeft de toe te voegen of te verwijderen groep aan.
- EC 4.1 Omvat lyasen die koolstof-koolstof bindingen knippen, zoals de 
  - decarboxylasen (EC 4.1.1),
  - aldehyde-lyasen (EC 4.1.2),
  - oxo-zuur-lyasen (EC 4.1.3) en
  - andere (EC 4.1.99)
- EC 4.2 Omvat lyasen die koolstof-zuurstof bindingen knippen, zoals dehydratasen
- EC 4.3 Omvat lyasen die koolstof-stikstof bindingen knippen
- EC 4.4 Omvat lyasen die koolstof-zwavel bindingen knippen
- EC 4.5 Omvat lyasen die koolstof-halogenide bindingen knippen
- EC 4.6 Omvat lyasen die fosfaat-zuurstof bindingen knippen, zoals adenylaatcyclase en guanylaatcyclase
- EC 4.99 Omvat andere lyasen, zoals ferrochelatase

## Voorbeelden
- Fumarase
- Pyruvaat-decarboxylase
- Aldolase
- Histidine-ammoniak-lyase